# Скотт Менвілл
Скотт Менвілл (англ. Scott Menville, нар. 12 лютого 1971 року) — американський голосовий актор, який озвучував персонажів у таких мультсеріалах, як «Підлітки-Титани», «Супермен», «Джонні Квест», «Суперсильні дівчатка», «Шеггі і Скубі-Ду ключ знайдуть», «Команда рятувальників Капітана Планети» та у багатьох інших.
Скотт Менвілл був басистом південно-каліфорнійської групи альтернативного року «Boy Hits Car», яка випустила три альбоми, поки він не залишив групу у 2006. Він був з групою починаючи з її заснування.